# Heteronyx merus
Heteronyx merus är en skalbaggsart som beskrevs av Blackburn 1892. Heteronyx merus ingår i släktet Heteronyx och familjen Melolonthidae. Inga underarter finns listade i Catalogue of Life.